# Степанов, Александр Николаевич (писатель)

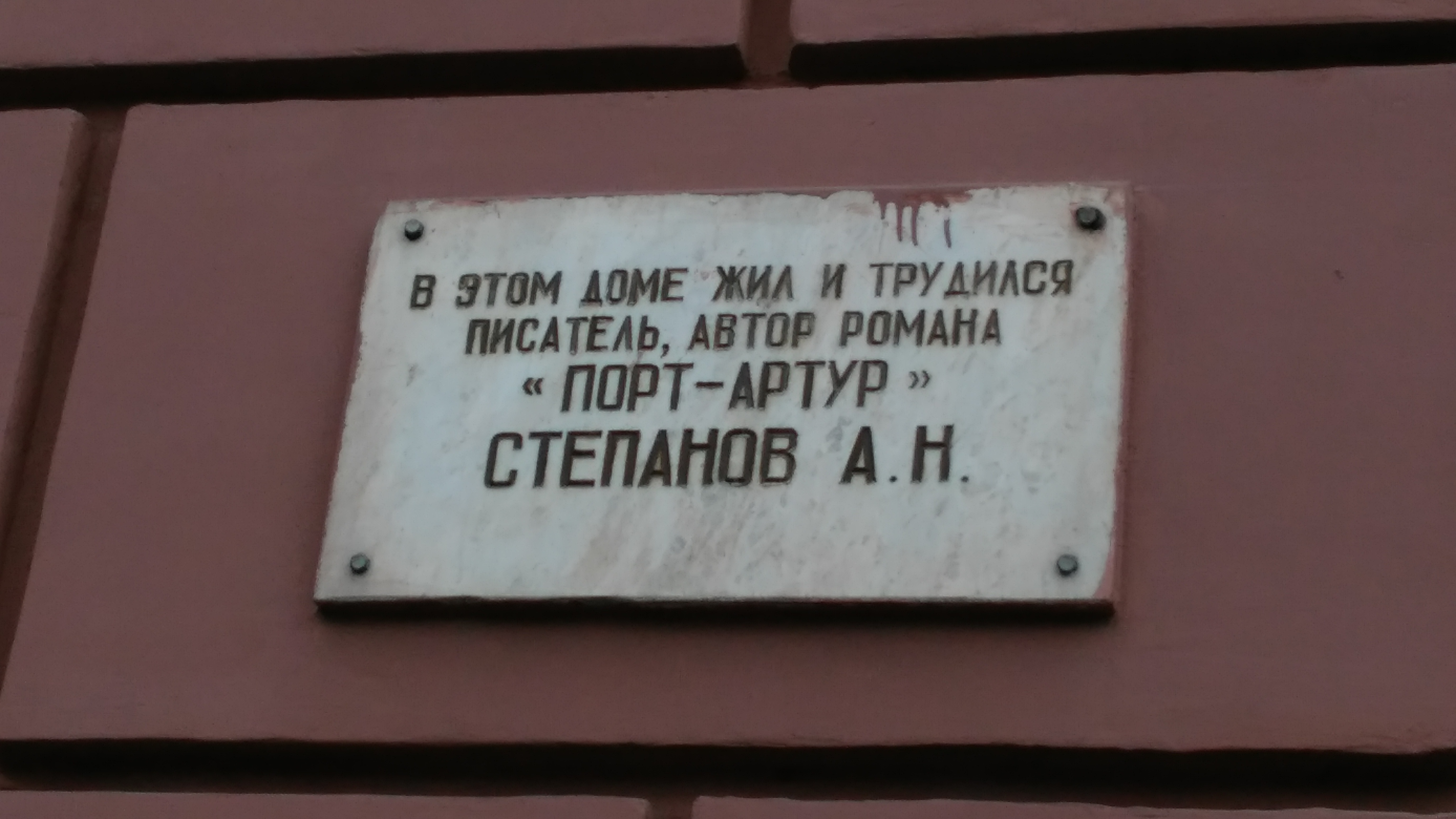
Мемориальная доска Степанову на доме по ул. Красная в котором жил писатель. Краснодар. 2017

Александр Николаевич Степа́нов (21 января (2 февраля) 1892, Одесса — 30 октября 1965, Москва) — русский советский писатель. Лауреат Сталинской премии первой степени (1946). Член ВКП(б) с 1947 года.

## Биография
Родился 21 января (2 февраля) (по другим данным, родился 2 сентября) 1892 года в Одессе в семье офицера. В 1901—1903 годах учился в Полоцком кадетском корпусе (по другим данным, в Сумском кадетском корпусе). В 1903 году семья переехала в Порт-Артур. В возрасте двенадцати лет принимал участие в обороне Порт-Артура, его отец Николай Иванович Степанов командовал батареей Электрического Утёса, а затем — Суворовской мортирной батареей на Тигровом полуострове. Двенадцатилетний мальчишка всё видел и запоминал, будучи связным у своего отца, старался быть полезным, подвозил вместе с другими ребятами воду на ослах к передовым позициям. Был контужен, едва не лишился ног, их вылечил молодой тогда ещё врач С. Р. Миротворцев, известный впоследствии учёный, с которым А. Н. Степанов, уже как писатель, поддерживал дружескую переписку. Он «лично знал Стесселей, Белых, Никитина, Кондратенко и многих других. У Белых видел С. О. Макарова, с мичманами забирался на броненосцы; мечтал стать моряком…» После капитуляции крепости вместе с отцом в числе военнопленных попал в Нагасаки (будущий писатель находился в крепости все 329 дней). Мать, Лидия Николаевна, в это время преподавала русский язык в гимназии в Одессе, куда Александр Степанов и был отправлен из Японии вместе с ранеными. Писатель Степанов выдумал эту биографию. На самом деле он никогда не был в Порт Артуре, так же как и его отец,
Под влиянием матери А. Н. Степанов с детства полюбил книги и научился записывать свои впечатления — дневники он вёл всю жизнь. В 1913 году он окончил Санкт-Петербургский технологический институт, но в связи с началом войны был призван в армию. Всю Первую мировую войну провёл на фронте. Всё та же наблюдательность и привычка к запечатлению увиденного позволили ему позже создать хранящиеся в архиве писателя «Записки гвардейца», повести «Поход в Восточную Пруссию» и «Артиллеристы». В 1917 году А. Н. Степанов был послан в Артиллерийскую академию в Петроград. Участвовал в Гражданской войне, на стороне красных — в разгроме Юденича, участвовал с отрядом путиловских рабочих в боях под Нарвой 23 февраля 1918 года, командовал артиллерийским дивизионом, воевал под Ростовом и Екатеринодаром. В ночь на 17 марта 1921 года, во время штурма Кронштадта, при подавлении кронштадтского мятежа А. Н. Степанов провалился под лёд Финского залива, тяжело заболел и был эвакуирован для лечения на юг, в Краснодар.
В Краснодаре писатель жил до 1942 года, работал инженером, преподавал в вузах и техникумах. В 1932 году бруцеллёз надолго приковал его к постели, но это дало ему возможность вспомнить, передумать и заново перечувствовать и переосмыслить события, в которых он участвовал, всё увиденное им.

### Новые факты
В последнее время были выявлены новые факты, позволяющие поставить под сомнение официальную биографию писателя. С большой долей вероятности можно сказать, что А. Н. Степанов не являлся студентом Технологического университета, а проходил обучение в Михайловском артиллерийском училище, после чего принят в гвардейскую артиллерию кадровым офицером. Награждён за боевые отличия во время Первой мировой войны шестью боевыми орденами: Св. Анны 4 ст. (19.11.1914), Св. Станислава 3 ст. с мечами и бантом (20.11.1914), Св. Анны 3 ст. с мечами и бантом (3.04.1915), Св. Станислава 2 ст. с мечами за отличия в боях с 23 октября по 1 декабря 1914 (8.04.1915), Георгиевское оружие (26.04.1915, Высочайше утверждено 31.05.1915), Св. Анны 2 ст. с мечами (21.05.1915), Св. Владимира 4 ст. с мечами и бантом (31.10.1916). Но в обороне Порт-Артура ни писатель, ни его отец Николай Николаевич Степанов, ставший в 1917 году генералом Русской армии, участие не принимали, и, более того, никогда не были в этом городе.

## Творчество
Вынужденное бездействие сосредоточило все его мысли на книге о героической обороне Порт-Артура. Первые опыты показали, что одних личных впечатлений и воспоминаний недостаточно для создания серьёзного произведения. Записки, которые вёл во время обороны Порт-Артура отец писателя, конечно, очень помогали, но и этого явно было мало. Тогда А. Н. Степанов приступил к сбору материалов о событиях того времени, начал читать о Порт-Артуре и русско-японской войне всё, что удавалось достать в Краснодаре, всеми возможными путями старался получать книги из Москвы и других городов.
Печататься начал с 1938 года. В многоплановом романе «Порт-Артур» и его продолжении — романе «Семья Звонарёвых» (1959—1963, не закончена), благодаря кропотливому хронологическому воссозданию происходившего, показаны не только героизм русских солдат и офицеров в войне 1904—1905 годов, но и дана картина обострения социальных конфликтов, созданы живые, рельефные портреты тех, с кем автору приходилось быть в непосредственных контактах. При общей направленности романа к документальности, факты, как того и требует художественная литература, излагаются без буквализма; собирательные образы героев не подчинены также протокольному следованию имевшим место действиям реальных участников; тем не менее, произведение обладает качествами убедительности, что неоднократно и было отмечено критиками.
После выхода первой части А. С. Новиков-Прибой писал А. Н. Степанову: «… книга имеет большое познавательное значение и, я уверен, будет принята читателем с большим интересом. Вашу книгу „Порт-Артур“ я прочитал с большим удовольствием. Написана она правдиво, хорошо» (8 февраля 1941 года).

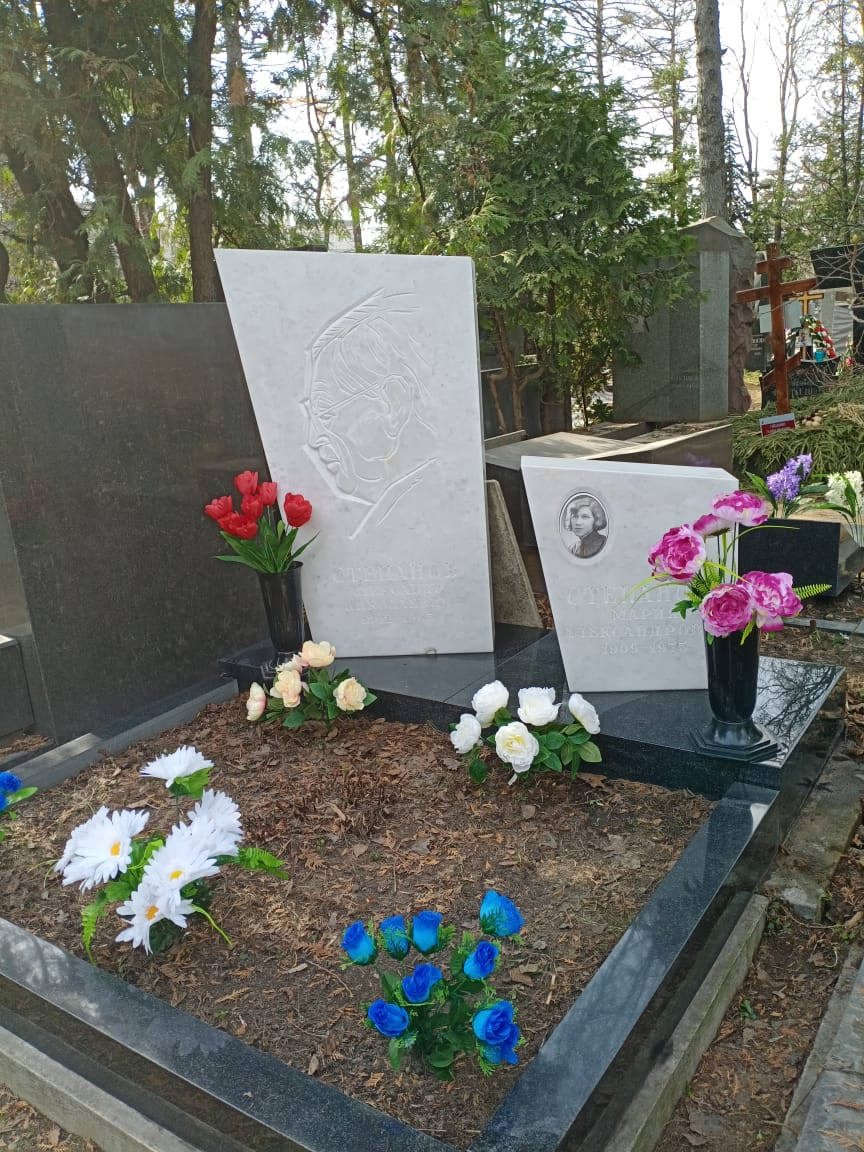
Могила Степанова на Новодевичьем кладбище Москвы.

Рецензент романа, генерал-майор А. А. Игнатьев, участник русско-японской войны, вскоре после выхода первой книги «Порт-Артура» отметил «великолепные батальные сцены как на море, так и на суше», «живость и правдивость изображения», превосходное знание автором материала, что позволило ему «не только избежать ошибок, но и передать самую технику войны».
В 1944 году роман был переиздан большим тиражом, а вообще в советское время переиздавался несколько десятков раз как в общесоюзных так и в республиканских и областных издательствах.
Получил сотни писем от читателей. Участники обороны Порт-Артура делились своими воспоминаниями, сообщали неизвестные факты героических эпизодов, боёв. Используя новые материалы, А. Н. Степанов постоянно совершенствовал своё произведение, уточняя характеристики, дописывая новые главы и сцены.
Роман был издан семнадцать раз общим тиражом более миллиона экземпляров, переведён на многие языки, в том числе на английский, французский, венгерский, китайский, японский, чешский, польский, румынский, болгарский и другие.
В 1946 году по роману А. Н. Степанова им в соавторстве с И. Ф. Поповым написана одноимённая пьеса, по которой 1953 году был поставлен спектакль в Малом театре (режиссёры П. А. Марков и К. А. Зубов). Многие театры страны последовали этому примеру, также был создан киносценарий «Порт-Артур».
В 1958 году написана повесть о Гражданской войне — «Стальной рабочий отряд».
Умер 30 октября 1965 года. Похоронен в Москве на Новодевичьем кладбище (участок № 6).

## Другие произведения писателя
- Рассказы об обороне Порт-Артура. — М.: Военное издательство, 1946. — 119 с.
- Трагедия в Чемульпо: Повесть. — Краснодар: Краснодарское краевое книжное издательство, 1946. — 52 с.
- Адмирал Макаров в Порт-Артуре: Повесть. — Владивосток: Примиздат, 1948. — 151 с.
- Стальной рабочий отряд: Повесть. — Краснодар: Книжное издательство, 1958. — 192 с.
- Бои под Нарвой: Повесть. — М.: Воениздат, 1987. — 175 с.

## Награды и премии
- Сталинская премия первой степени (1946) — за роман «Порт-Артур»
- орден Трудового Красного Знамени (1952)
- орден «Знак Почёта» (19.02.1962)
- медали